# 1379 w polityce

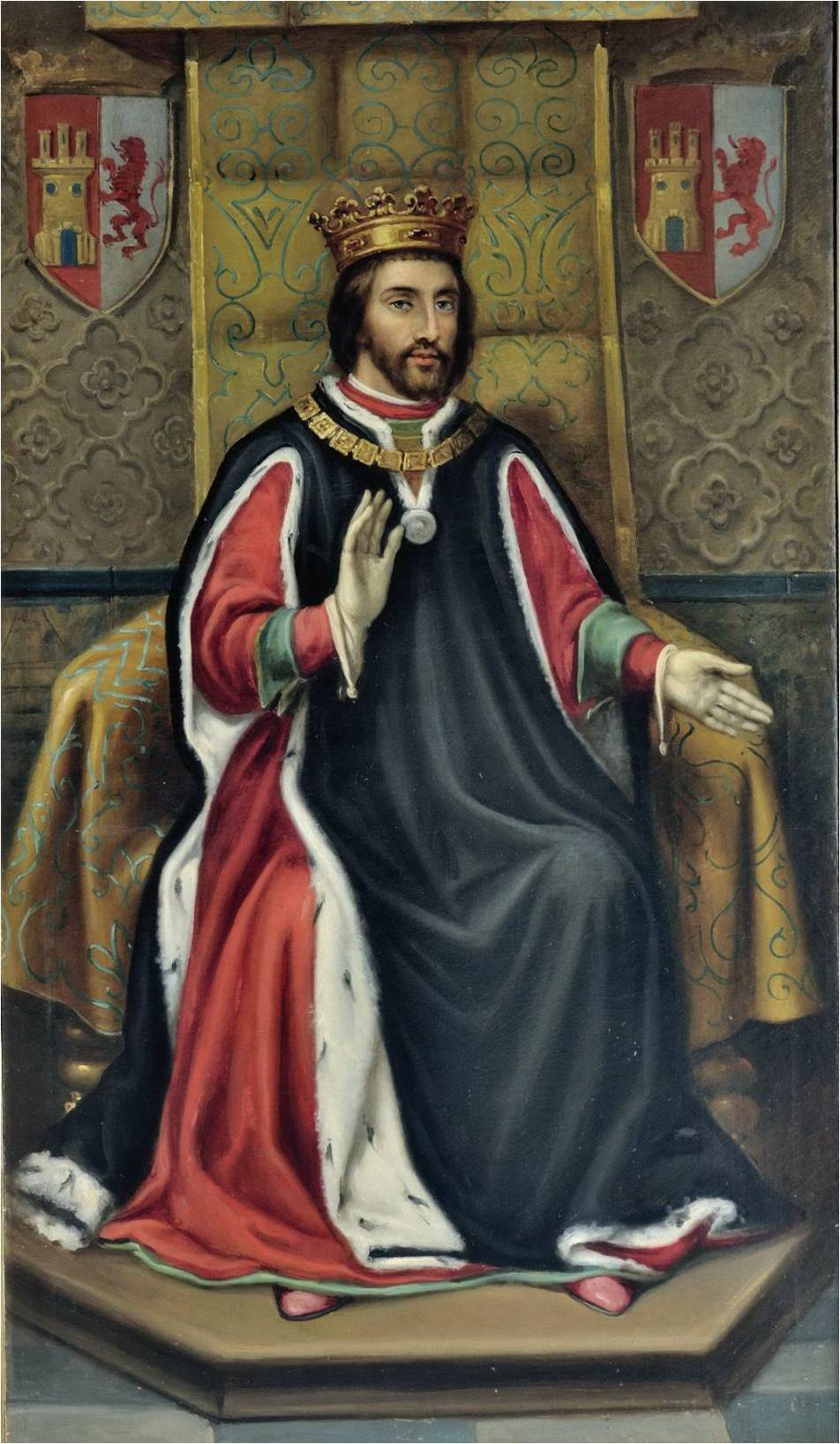
Henryk III Chorowity

Wydarzenia polityczne w 1379 roku.

## Urodzili się
- 4 października Henryk III Chorowity, król Kastylii i Leónu[1].